# Василенко, Вячеслав Николаевич
Вячесла́в Никола́евич Василе́нко (род. 25 августа 1951, село Комсомолец, Октябрьский район, Ростовская область) — ученый в области разведения, селекции, генетики и воспроизводства домашних животных. Заслуженный работник сельского хозяйства Российской Федерации. Доктор сельскохозяйственных наук (2004), профессор (2006), член-корреспондент РАСХН (2012), член-корреспондент РАН (2014).

## Биография
Вячеслав Николаевич Василенко родился 25 августа 1951 года в г. Лабинск Краснодарского края. В 1970 году окончил Пухляковский техникум садоводства и виноградарства по специальности механик, в 1985 году окончил Донской сельскохозяйственный институт по специальности «Зоотехния», в 1995 году — Северо-Кавказскую академию государственной службы по специальности «Государственное и муниципальное управление».
Ученик доктора сельскохозяйственных наук Максимова Геннадия Васильевича, заведующего кафедрой разведения сельскохозяйственных животных и зоогигиены Донского государственного аграрного университета и доктора сельскохозяйственных наук, профессора Донского государственного аграрного университета Коваленко В. А.
В 1995 году защитил кандидатскую диссертацию на тему: «Разработка методов использования гетерозиса в свиноводстве при интеграции производителей свинины». Кандидат сельскохозяйственных наук (1995).
В 2003 году защитил докторскую диссертацию на тему: «Современные аспекты интенсификации ведения свиноводства». Доктор сельскохозяйственных наук (2004). Область научных интересов — hазведение, селекция, генетика и воспроизводство сельскохозяйственных животных.
Место работы: с 1985 года Вячеслав Василенко работал директором госплемзавода «Горняк» Октябрьского района Ростовской области; заместитель заведующего отделом промышленности обкома КПСС, первый секретарь Обливского райкома КПСС, председатель Обливского районного Совета народных депутатов, глава администрации Обливского района. С 1997 по 2006 год преподавал в Донском государственном аграрном университете: доцент (1997—1999), профессор (2004—2009) кафедры разведения, селекции и генетики.
В 1998 года назначен первым заместителем министра сельского хозяйства и продовольствия Ростовской области, с 2000 года — заместитель Главы Администрации, министр сельского хозяйства и продовольствия Ростовской области, с 2008 года — директор Донского НИИСХ Россельхозакадемии.
Вячеслав Николаевич Василенко — член-корреспондент РАСХН (2012), член-корреспондент РАН (2014).

## Награды и звания
- Орден «За заслуги перед Отечеством» IV степени
- Орден «Знак Почёта»
- Почетное звание Заслуженный работник сельского хозяйства Российской Федерации
- Золотая медаль «За вклад в развитие агропромышленного комплекса России»
- Национальная Премия им. П. Столыпина.

## Труды
Вячеслав Николаевич Василенко имеет 8 патентов на изобретения, является автором около 150 научных работ, включая 14 монографий, 5 справочников, 13 учебников и учебных пособий. Среди них:
- Сборник задач по генетике: учеб.пособие / соавт.: Г. В. Максимов, В. И. Степанов. — 2-е изд. — М.: Вузов. кн., 2005. — 136 с.
- Развитие сельского хозяйства в транзитивной экономике: моногр./ соавт. И. В. Кузнецов. — Ростов н/Д, 2008. — 164 с.
- Краткий словарь генетико-селекционно-иммунологических терминов: учеб. пособие / соавт.: Г. В. Максимов и др. — Ростов н/Д : Ростиздат, 2009. — 381 с.
- Орошаемое земледелие и растениеводство: учеб.пособие для студентов аграр. вузов, обучающихся по спец. «Агрономия» / соавт.: П.Д Шевченко, Г. Т. Балакай; Дон.зон. НИИ сел. хоз-ва и др. — Новочеркасск: Лик,2009.- 450 с.
- Кролиководство XXI века / соавт.: Ю. Г. Богомолов и др.; Дон.зон. НИИ сел. хоз-ва и др. — пос. Рассвет, 2010. — 220 с.
- Сорта полевых культур : катал. / соавт.: А. И. Грабовец, М. А. Фоменко; Дон. зон. НИИ сел. хоз-ва. — Ростов н/Д : Юг, 2010. — 123 с.
- Технология проведения уборки урожая зерновых и зернобобовых культур в Ростовской области в 2012 году: (агротехн. рекомендации) / соавт.: А. В. Лабынцев и др.; Дон. зон. НИИ сел. хоз-ва. — пос. Рассвет, 2012. — 29 с.